# Parcs provinciaux du Nouveau-Brunswick

Carte des aires protégées du Nouveau-Brunswick. Les parcs provinciaux sont en bleu.

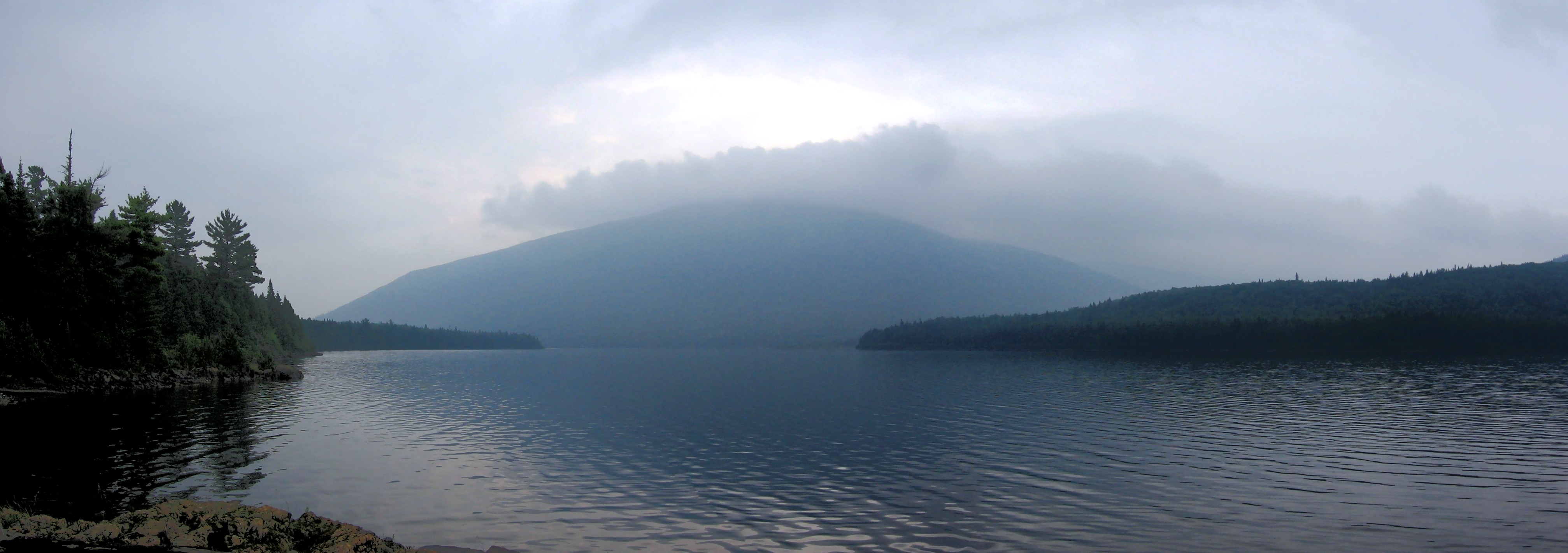
Parc provincial du Mont-Carleton

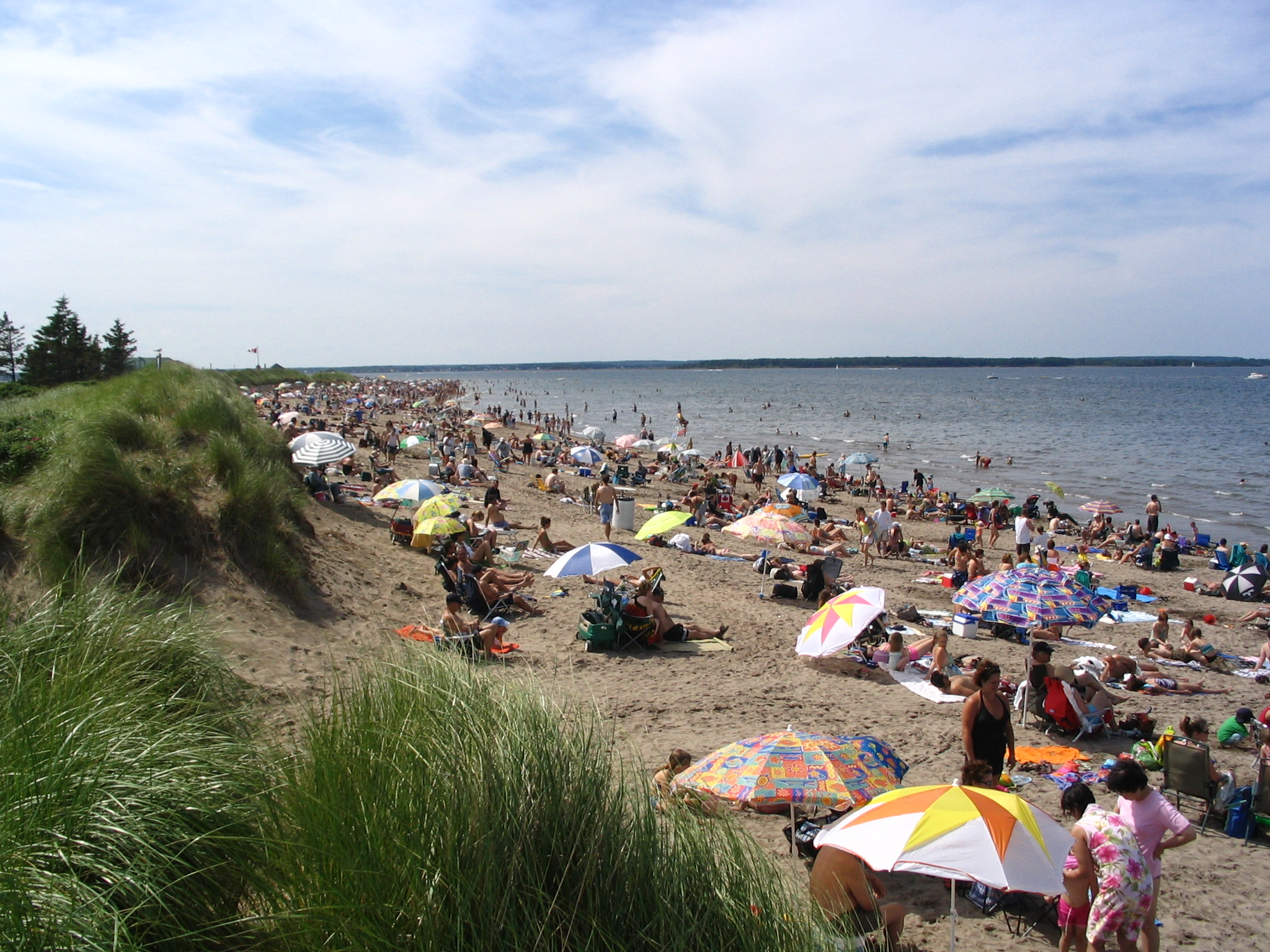
Parc provincial de la Plage-Parlee

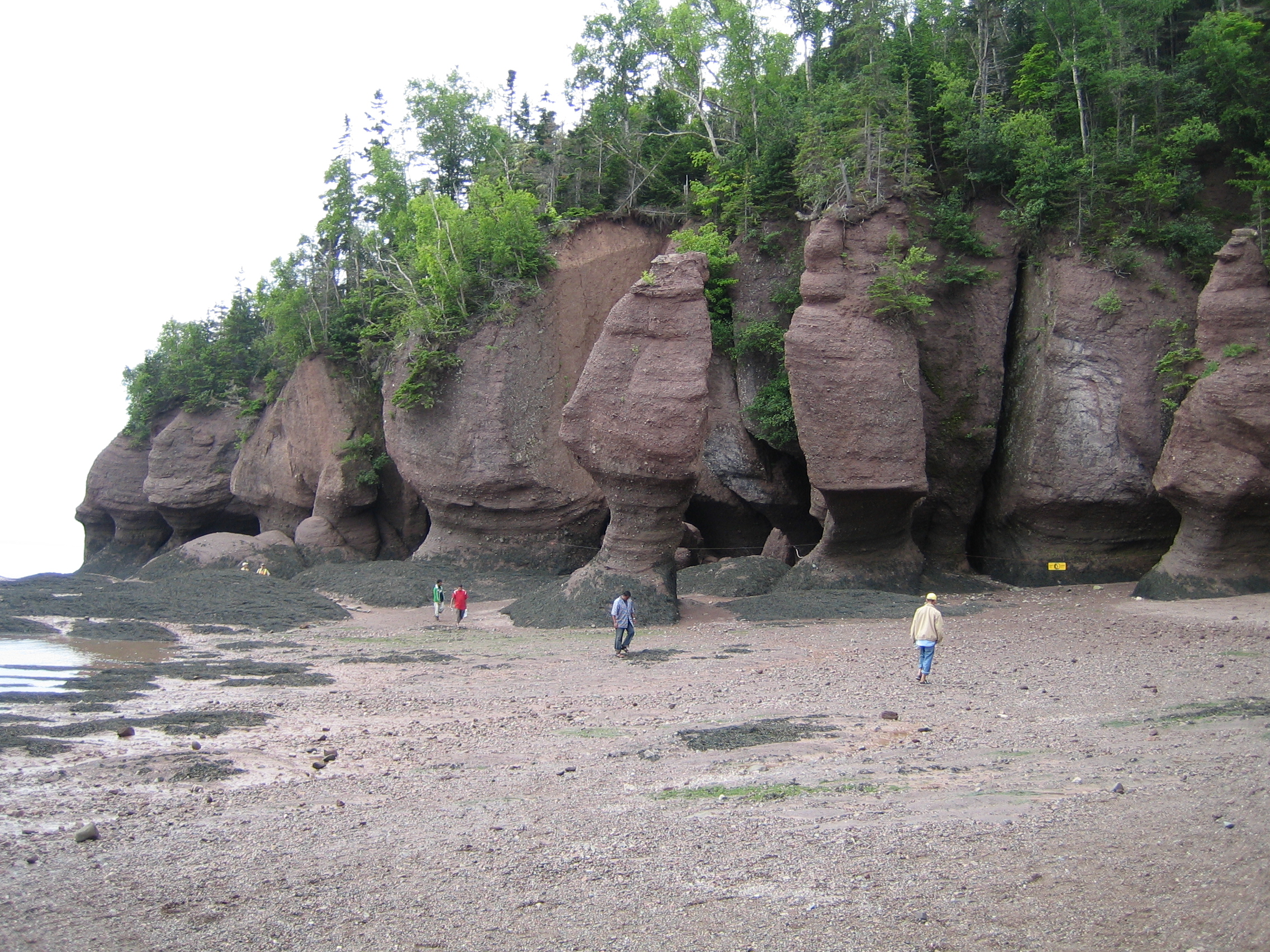
Parc provincial The Rocks

Il y a actuellement 34 parcs provinciaux au Nouveau-Brunswick,. Les parcs provinciaux sont gérés par le ministère du tourisme et des parcs et le ministère des ressources naturelles.

## Parcs provinciaux
| Parc provincial                        | Superficie km² | Date de création | Comtés                        |
| -------------------------------------- | -------------- | ---------------- | ----------------------------- |
| Aboiteau                               | 1,23           |                  | Westmorland                   |
| Beechwood                              |                |                  |                               |
| Castalia                               | 0,08           | 1960             | Charlotte                     |
| Escuminac                              | 0,18           | 1965             | Northumberland                |
| Herring Cove                           | 4,22           | 1959             | Charlotte                     |
| Hopewell Rocks                         | 1,31           | 1958             | Albert                        |
| Middle Island                          | 0,07           | 1968             | Northumberland                |
| Lac-George (Lake George)               | 0,46           | 1958             | York                          |
| Lac-Little (Little Lake)               |                |                  |                               |
| Lakeside                               | 0,44           | 1963             | Queens                        |
| Lepreau Falls                          | 0,09           | 1956             | Charlotte                     |
| Mactaquac                              | 5,05           | 1965             | York                          |
| Mont-Carleton (Mount Carleton)         | 174,27         | 1970             | Restigouche et Northumberland |
| Muniac                                 | 0,03           | 1956             | Victoria                      |
| Néguac–Île-au-Foin (Neguac-Hay Island) | 0,58           | 1970             | Northumberland                |
| North Lake                             | 0,45           | 1968             | York                          |
| New River Beach                        | 3,63           | 1959             | Charlotte                     |
| Oak Bay                                | 0,14           | 1955             | Charlotte                     |
| Oak Point                              | 0,20           | 1959             | Kings                         |
| Plage-Murray (Murray Beach)            | 0,29           | 1959             | Westmorland                   |
| Plage-Parlee (Parlee Beach)            | 0,64           | 1957             | Westmorland                   |
| Plage-Youghall (Youghall Beach)        | 0,16           | 1970             | Gloucester                    |
| Pokeshaw                               | 0,02           | 1982             | Gloucester                    |
| République (De la République)          | 0,43           | 1974             | Madawaska                     |
| Sainte-Croix                           | 0,02           | 1978             | Charlotte                     |
| Sandy Point                            |                |                  | Northumberland                |
| Sentier-Fundy                          | 22,24          | 1999             | Saint-Jean                    |
| Sugarloaf                              | 11,00          | 1972             | Restigouche                   |
| Sunbury-Oromocto                       | 0,87           | 1967             | Sunbury                       |
| The Anchorage                          | 1,57           | 1970             | Charlotte                     |
| The Enclosure                          | 0,51           | 1951             | Northumberland                |
| Val-Comeau (Val Comeau)                | 0,27           | 1963             | Gloucester                    |
| Woolastook                             | 4,44           | 1968             | York                          |